# دی هورست
دی هورست (به هلندی: De Horst) یک منطقهٔ مسکونی در هلند است که در شهرستان برخ ان‌دال واقع شده‌است. دی هورست c نفر جمعیت دارد.